# 齊藤隆成
齊藤 隆成（さいとう りゅうせい、1994年4月30日 - ）は、大阪府富田林市出身の元サッカー選手。ポジションはディフェンダー。

## 来歴
中学校卒業後、京都サンガF.C.U-18に入団。2年生だった2011年にサイドバックのレギュラーを獲得する。3年生のときは、腰痛に悩まされた上、5月に左のすねを骨折して復帰までに8ヶ月かかった。
2013年、トップチームに昇格した。同年6月より、佐川印刷SCへ期限付き移籍。2014年シーズン終了後に一度は京都への復帰が発表されたが、2015年にFC大阪への期限付き移籍が発表された。
2015年末でFC大阪への期限付き移籍期間が満了となり2016年に京都に復帰した。
2017年に水戸ホーリーホックへ期限付き移籍により加入した。
出場機会はほとんどなかったが同年7月29日、東京ヴェルディ戦では終了間際に得点を決めるなど記憶に残るプレーを見せた。
同年11月24日、水戸ホーリーホックと京都サンガF.C.は期限付き移籍の契約期間満了を発表。加えて京都は来季に向けた契約更新を行わないことを発表。
これを受けて、同年12月に行われたJリーグ合同トライアウトに出場した。
2018年より藤枝MYFCへ完全移籍で加入した。
2018年12月6日、現役を引退すると発表された が大阪府1部リーグのルート11で現役を続けていた。
2019年6月29日、古巣であるFC大阪への移籍が発表された。
2024年12月31日、現役引退を発表。2度目となるが、「安心して下さい!!今回は引退詐欺じゃありません！」とのコメントを残している。

## 所属クラブ
ユース経歴
- TSK金剛FC
- セレッソ大阪U-15（富田林市立藤陽中学校）
- 藤陽FC（富田林市立藤陽中学校）
- 京都サンガF.C.U-18（立命館宇治高校）

プロ･シニア経歴
- 2013年 - 2017年　京都サンガF.C.
  - 2013年6月 - 2014年 佐川印刷SC / 佐川印刷京都サッカークラブ（期限付き移籍）
  - 2015年 FC大阪（期限付き移籍）
  - 2017年 水戸ホーリーホック（期限付き移籍）
- 2018年 藤枝MYFC
- 2019年 - 同年6月 ルート11
- 2019年7月 - 2024年 FC大阪

## 個人成績
| 国内大会個人成績 | 国内大会個人成績 | 国内大会個人成績 | 国内大会個人成績 | 国内大会個人成績                       | 国内大会個人成績 | 国内大会個人成績 | 国内大会個人成績 | 国内大会個人成績 | 国内大会個人成績 | 国内大会個人成績 | 国内大会個人成績 |
| 年度             | クラブ           | 背番号           | リーグ           | リーグ戦                               | リーグ戦         | リーグ杯         | リーグ杯         | オープン杯       | オープン杯       | 期間通算         | 期間通算         |
| 年度             | クラブ           | 背番号           | リーグ           | 出場                                   | 得点             | 出場             | 得点             | 出場             | 得点             | 出場             | 得点             |
| 日本             | 日本             | 日本             | 日本             | リーグ戦                               | リーグ戦         | リーグ杯         | リーグ杯         | 天皇杯           | 天皇杯           | 期間通算         | 期間通算         |
| ---------------- | ---------------- | ---------------- | ---------------- | -------------------------------------- | ---------------- | ---------------- | ---------------- | ---------------- | ---------------- | ---------------- | ---------------- |
| 2013             | 京都             | 32               | J2               | 0                                      | 0                | -                | -                | -                | -                | 0                | 0                |
| 2013             | 佐川印刷         | 20               | JFL              | 2                                      | 0                | -                | -                | 0                | 0                | 2                | 0                |
| 2014             | 佐川印刷         | 20               | JFL              | 11                                     | 2                | -                | -                | -                | -                | 11               | 2                |
| 2015             | FC大阪           | 34               | JFL              | 26                                     | 0                | -                | -                | 1                | 0                | 27               | 0                |
| 2016             | 京都             | 28               | J2               | 1                                      | 0                | -                | -                | 1                | 0                | 2                | 0                |
| 2017             | 水戸             | 35               | J2               | 2                                      | 1                | -                | -                | 0                | 0                | 2                | 1                |
| 2018             | 藤枝             | 22               | J3               | 19                                     | 0                | -                | -                | -                | -                | 19               | 0                |
| 2019             | ルート11         | 22               | 大阪府1部        |                                        |                  | -                | -                | -                | -                |                  |                  |
| 2019             | FC大阪           | 45               | JFL              | 12                                     | 3                | -                | -                | -                | -                | 12               | 3                |
| 2020             | FC大阪           | 3                | JFL              | 14                                     | 1                | -                | -                | -                | -                | 14               | 1                |
| 2021             | FC大阪           | 3                | JFL              | 23                                     | 0                | -                | -                | 2                | 1                | 25               | 1                |
| 2022             | FC大阪           | 3                | JFL              | 18                                     | 0                | -                | -                | -                | -                | 18               | 0                |
| 2023             | FC大阪           | 3                | J3               | 26                                     | 1                | -                | -                | -                | -                | 26               | 1                |
| 通算             | 日本             | 日本             | J2               | 3                                      | 1                | -                | -                | 1                | 0                | 4                | 1                |
| 通算             | 日本             | 日本             | J3               | 45                                     | 1                | -                | -                | 0                | 0                | 45               | 1                |
| 通算             | 日本             | 日本             | JFL              | 106                                    | 6                | -                | -                | 3                | 1                | 109              | 7                |
| 通算             | 日本             | 日本             | 大阪府1部        | \|\|\|\|colspan="2"\|-\|\|\|\|\|\|\|\| |                  |                  |                  |                  |                  |                  |                  |
| 総通算           | 総通算           | 総通算           | 総通算           | 154                                    | 8                | -                | -                | 4                | 1                | 158              | 9                |

その他の公式戦
- 2014年
  - JFLチャンピオンシップ 1試合1得点

出場歴
- Jリーグ初出場 - 2016年10月23日 J2第37節 vs水戸ホーリーホック（ケーズデンキスタジア水戸）
- Jリーグ初得点 - 2017年7月29日 J2第25節 vs東京ヴェルディ（ケーズデンキスタジアム水戸）

## 代表歴
- U-15日本代表候補

## タイトル

### クラブ
佐川印刷SC/佐川印刷京都サッカークラブ
- 京都FAカップ京都府サッカー選手権大会：1回（2013年）

FC大阪
- 大阪サッカー選手権大会：2回（2015年、2021年）